# Sankt Oswald-Riedlhütte
Sankt Oswald-Riedlhütte è un comune tedesco di 3 123 abitanti, situato nel land della Baviera.